# مانفريد سبايس
مانفريد سبايس (بالألمانية: Manfred Spies)‏ (و. 1941  م) هو فنان، ومصمم، ومصور ألماني، ولد في دوسلدورف.